# 無名の家族、または一団の集団肖像画
『無名の家族、または一団の集団肖像画』（むめいのかそく、またはいちだんのしゅうだんしょうぞうが、蘭: 
Groepsportret van een onbekende familie of gezelschap、英: Group Portrait of an Unknown Family or Company）、または『デルフトの中庭にいる家族の肖像』（デルフトのなかにわにいるかぞくのしょうぞう、英: Portrait of a Family in a Courtyard in Delft）は、17世紀オランダ絵画黄金時代の画家ピーテル・デ・ホーホが1658–1660年にキャンバス上に油彩で描いた絵画である。現在、ウィーン美術アカデミーに所蔵されている。

## 作品

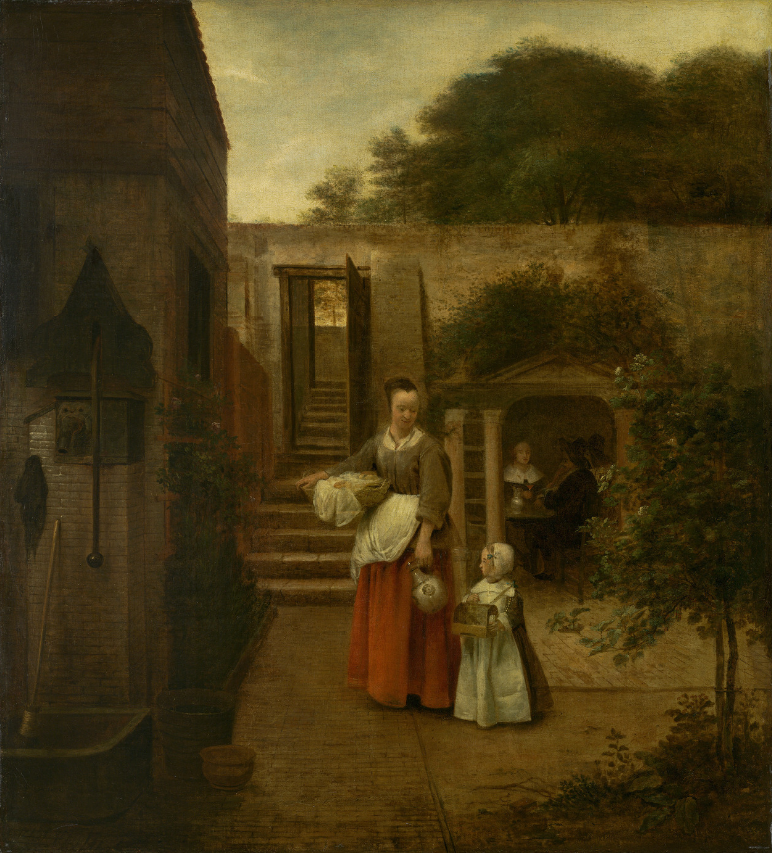
『中庭の女性と子供』は、同じ階段と四阿を別の角度から表している (ホフステーデ・デ・フロートの目録で第294番)。

この絵画は、1908年に研究者研究者ホフステーデ・デ・フロートにより以下のように記述されている。
321番。家の中庭にいる家族。ホフステーデ・デ・フロートの著作87番。3人の女性と4人の男性が中庭に集まっており、その右側には町の壁がある。もう1人の男性が隣接する庭を通って立ち去っているところで、(庭の反対側の) 中景には木の扉が開いている。主要な人物中の3人、すなわち、暗色の服を身に着け、黒い帽子を被った白い髭のある老人男性、そして白い帽子とカラーを着けた黒い衣装の2人の女性は、四阿 (あずまや) の前の右側のテーブルに着いて座っている。テーブルの上には、ブドウとモモの皿が載っている。タイルの敷かれた地面上の、1人の女性の足元には番犬が横たわっている。左側から男性と女性がやってきている。男性は黒い衣装を纏い、幅広の帽子を被っており、右手を腰の上に載せている。女性は、金糸のレースのある赤いぺチコート、ブロケードの胴着、黒いフード、髪の毛と耳に真珠を身に着け、左手にはモモを持っている。彼らの背後の画面中央には金髪の若い男性が立っており、鑑賞者を見つめている。彼は幅広の帽子を被り、明るい灰色のダブレットと乗馬用の上衣、灰青色の半ズボンを身に着け、靴の上には白黒のバラ飾りを着けている。類似してはいるものの、より簡素な服装をした年上の男性が右側の階段から下りてきている。町の壁の上で伸びている蔓草は、四阿から垂れさがっている。その左側のフェンスの上には、満開のバラの木がある。背景には、いくつかの切妻屋根とデルフト新教会の塔が見える。光は、質的に均一である。左側に立っている男性の脚の右側には、描き直しの跡が見えるかもしれない。また、右側の老人男性は、以前もっと低い位置に座っていたように見える。画家の初期の名品である [第294番の作品を参照]。キャンバス、縦45と1/2インチ、横38と1/2インチ。長い間、エラスムス・エンヘルト、グスタフ・フリードリヒ・ヴァーゲン、テオフィル・トレ＝ビュルガー (ガゼット・デ・ボザール紙の1866年発行の第13号550ページ) により誤ってフェルメールに帰属されていた。アントン・フランツ・デ・パウラ・ランベルク＝シュプリンツェンシュタインにより、1821年にヘラルト・テル・ボルフの作品としてウィーン美術アカデミーに寄贈された。1900年のアカデミーの目録では、715番となっている。
本作で、デ・ホーホは、特定されていない家族の3世代を表している。彼らは一番いい服を身に着け、あたかも日曜日の午後に自発的に集まってきたかのように気取りのないポーズをしている。家父長は前景右側にしっかりと座り、家族の中庭を隣人の中庭から隔てる門まで続くレンガの道に足を載せている。彼の妻は果物の皿から採った1房のブドウを持ち、彼の方を向いている。娘が夫妻と一緒に座っており、その背後には彼女の息子、そして階段上には夫が立っている。左側の夫婦はおそらく家父長の息子とその妻で、愛の象徴であるバラに覆われた壁の前に立っている。妻は、愛と誠実さの象徴であるモモを持っている。この一家が神を畏れ、法を遵守し、神から与えられる恩恵に感謝する家族であることは、オレンジ色のタイル屋根の上に立派な塔が聳えているデルフト新教会によって強調されている。